# Mastira flavens
Mastira flavens là một loài nhện trong họ Thomisidae.
Loài này thuộc chi Mastira. Mastira flavens được Tord Tamerlan Teodor Thorell miêu tả năm 1877.